# Andreas Ströbel
Andreas Ströbel (* 30. Oktober 1812 in Gräfenberg; † 1. Mai 1882 in Klein-Karben) war ein hessischer Mühlenbesitzer und Politiker (NLP) und Abgeordneter der 2. Kammer der Landstände des Großherzogtums Hessen.
Andreas Ströbel war der Sohn des Müllermeisters Johann Ströbel und dessen Ehefrau Magdalena Katharina, geborene Rupprecht. Ströbel, der evangelischen Glaubens war, war Mühlenbesitzer in Klein-Karben und heiratete Anna Katharina geborene Leonhardt (1818–1883), die Tochter des Okarbener Schultheißen Friedrich Phillip Leonhardt. 1869 wurde er Direktor des Sparkassenvereins Klein-Karben.
Von 1881 bis 1882 gehörte er der Zweiten Kammer der Landstände an. Er wurde für den Wahlbezirk Oberhessen 1/Vilbel gewählt.